# Ле Пјаце (Арецо)
Ле Пјаце је насеље у Италији у округу Арецо, региону Тоскана.
Према процени из 2011. у насељу је живело 53 становника. Насеље се налази на надморској висини од 258 м.